# Semioscopis steinkellneriana
Semioscopis steinkellneriana is een vlinder uit de familie grasmineermotten (Elachistidae). De wetenschappelijke naam is voor het eerst geldig gepubliceerd in 1775 door Denis en Schiffermüller.
De soort komt voor in Europa.